# Es war eine Mutter
Es war eine Mutter ist ein deutschsprachiges Volkslied, das um 1900 in verschiedenen Regionen Deutschlands, besonders in Baden, Hessen und der Pfalz populär wurde. 1902 veröffentlichte es die Volksliedforscherin Elizabeth Marriage in ihren Volksliedern aus der badischen Pfalz. Die hier abgedruckte dritte Strophe ist bereits 1891 im Zusammenhang eines anderen Lieds in Hessen belegt. Es war eine Mutter zählt zu den bekanntesten Kinderliedern im deutschsprachigen Raum und wird oft als bewegtes Singspiel in Kindergärten und Grundschulen verwendet.
Bei einem Bewegten Singspiel wird die erste Strophe gesungen, während die Kinder im Kreis herumgehen. Die zweite und dritte von je einem Kind, das in den Kreis tritt, der Schluss des Liedes wieder gemeinschaftlich, während alle Kinder paarweise herumhüpfen.

## Melodie
Quelle: 
Eine alternative Melodie entspricht im Wesentlichen der heutigen Fassung des Liedes Im Märzen der Bauer mit geringfügig angepasstem Versmaß aus derselben Zeit, diese weist Ähnlichkeit auf mit einer älteren Melodie (vgl. Im Märzen der Bauer#Geschichte). 

## Text
Es war eine Mutter,

die hatte vier Kinder:

den Frühling, den Sommer,

den Herbst und den Winter.

Der Frühling bringt Blumen,

der Sommer bringt Klee,

der Herbst bringt die Trauben,

der Winter den Schnee.

Das Klatschen, das Klatschen,

das muss man verstehn,

da muss man sich dreimal

im Kreise umdrehn.